# 1.9 TDI
1.9 TDI — дизельний двигун з турбонаддувом з прямим впорскуванням, встановлений у автомобілях групи Volkswagen, вироблений та стале модернізований у 1991—2011 роках. 1,9 TDI також з'явився у Ford Galaxy, близнюк VW Sharan та Seat Alhambra.
Він з'явився в більш ніж 40 різних версіях, відрізняючись, наприклад, від крутним моментом, потужністю, системою інжекції (розподільчий насос, в більш пізніх версіях, інжектори), спосіб складання, деякі інші елементи. Припинили виробництво з введенням стандарту Євро-5, якому він не зміг задовольнити, навіть за допомогою фільтра твердих часточок DPF. Поступово він був замінений новим 2.0 TDI.Його наступником є також 1,6 TDI CR двигун, який має менше споживання палива і чистіші викиди. Найбільш потужна 1.9 TDI версія була встановлена у третьому поколінні Ibiza Seating.
Більшість 1.9 TDI двигунів мають масову максимальну потужність та крутний момент, що на десять відсотків вище, ніж заявлено виробником. Він також є одним з двигунів, найчастіше підданих тюнінгу мікросхем, безпечно отримуючи приріст 30 % без механічних модифікацій.

## Основні технічні дані
- Місткість: 1896см3
- Діаметр циліндра: 79,5 mm
- Поршневий хід: 95,5 mm
- Ступінь стиску: 19,5
- Розташування циліндрів: Рядний
- Кількість циліндрів: 4
- Кількість клапанів: 8
- Система інжекції: Розподільчий насос Bosch VP37 встановлений до 2004 р., насос-форсунки 2000—2011
- Максимальна потужність: Розподільчий насос потужністю 75-110 к.с., інжекторний блок 75-160 к.с.

## Відмінності між версіями
- Програмне забезпечення для керування двигуном

- Внутрішнє обладнання, а разом з ним інша система головок та ГРМ

- Турбонагнітач — розмір, виробник (Garret або KKK) та система управління (Перепускний клапан або змінна геометрія (VTG))
- Метод складання — поздовжній або поперечний
- Інжектори — ефективність
- Маховик — одномасовий або двомасовий
- Інтеркулер — SMIC (маленький, змонтований збоку) або, у деяких більш потужних та новіших версіях, FMIC (великий, встановлений в ременері радіатора)
- коробки передач

### Версії на базі розподільного насоса
- 1Z, AHU — 90 к.с. при 4000 об / хв, 202 Нм при 1900 об / хв
- AGR, AHH, ALE, ALH — 90 к.с. при 3750 об / хв, 210 Нм при 1900 об / хв
- AFN, AHF, ASV, AVG — 110 к.с. при 4150 об / хв, 235 Нм при 1900 об / хв

### Версії на інжекторі
- BSU — 75 к.с. при 4000 об / хв, 210 Нм при 1900 об / хв
- BRU, BXF, BXJ — 90 к.с. при 4000 об / хв, 210 Нм при 1800—2500 об / хв
- ANU — 90 к.с. при 4000 об / хв, 240 Нм при 1900 об / хв
- ATD, AXR, BEW, BMT — 101 к.с. при 4000 об / хв, 240 Нм при 1800—2400 об / хв
- AVB, AVQ — 101 к.с. при 4000 об / хв, 250 Нм при 1900 об / хв
- BSW — 105 к.с. при 4000 об / хв, 240 Нм при 1800 об / хв
- BJB, BKC, BLS, BSV, BXE — 105 к.с. при 4000 об / хв, 250 Нм при 1900 обертів на хвилину
- BPZ — 116 к.с. при 4000 об / хв, 250 Нм при 1900 об / хв
- AJM — 116 к.с. при 4000 об / хв, 285 Нм при 1900 об / хв
- ATJ, AUY, BVK — 116 к.с. при 4000 об / хв, 310 Нм при 1900 об / хв
- AWX — 131 к.с. при 4000 об / хв, 285 Нм при 1750—2500 об / хв
- ASZ, AVF, BLT — 131 к.с. при 4000 об / хв, 310 Нм при 1900 об / хв
- ARL, BTB — 150 к.с. при 4000 об / хв, 320 Нм при 1900 об / хв
- BPX, BUK — 160 к.с. при 3750 об / хв, 330 Нм при 1900 об / хв